# ラザー・ムラード
ラザー・ムラード（Raza Murad、1950年11月23日 - ）は、インドのボリウッドで活動する俳優。500本以上のボリウッド映画に出演した他、テレビシリーズやボージュプリー語映画など他地域の言語映画にも出演している。

## キャリア

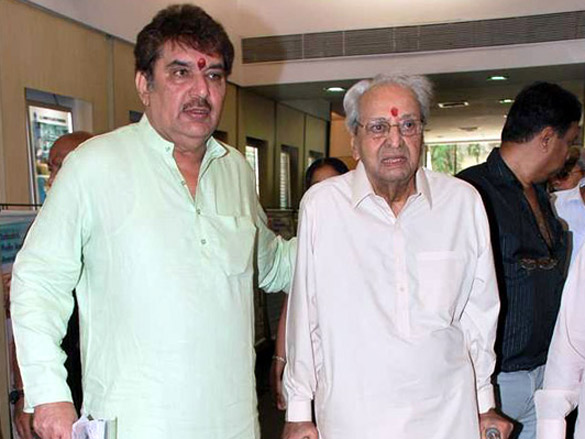
ラザー・ムラードとプラン

1965年に俳優デビューし、1970年代には人当たりの良い弟分の役柄を多く演じて知名度を上げた。1980年代に入ると父親や叔父などの年長者役、悪役などを演じるようになった。1969年から1971年にかけてインド映画テレビ研究所で演技を学んだ。彼の代表作としてアミターブ・バッチャン、ラージェーシュ・カンナーと共演した1973年公開の『Namak Haraam』があり、この他にラージ・カプールの『Prem Rog』『愛しのヘナ』『Ram Teri Ganga Maili』や『Khud-Daar』『Ram Lakhan』『Tridev』『Pyaar Ka Mandir』『Aankhen』『Mohra』『Gupt: The Hidden Truth』などが挙げられる。特に『Prem Rog』出演以降はオファーが増え、キャリアの転機となった。
1993年公開の『Ek Hi Raasta』ではテロリスト役でアジャイ・デーヴガンと共演し、2008年公開の『Jodhaa Akbar』ではアトガ・ハーン役を演じた。2018年には『パドマーワト 女神の誕生』でジャラールッディーン・ハルジー役を演じた。また、テレビシリーズ『Madhubala – Ek Ishq Ek Junoon』にも出演している。
ボリウッド映画の他に『Jatt Punjabi』などのパンジャーブ語映画や『Indra』などのテルグ語映画でも活躍し、2011年2月にPTCパンジャーブ・フィルム・アワードの特別功労賞を受賞した。最も影響を受けた俳優としてプランの名前を挙げている。

## 家族
父は性格俳優として知られるムラードであり、親族にはジーナット・アマン（従妹）、ソーナム（姪）、サノバー・カビール（姪）がいる。